# Municipio de Coahuayutla de José María Izazaga
El municipio de Coahuayutla de José María Izazaga es uno de los 85 municipios del estado mexicano de Guerrero. Se encuentra localizado en la región de la Costa Grande de la entidad y su cabecera es la población de Coahuayutla de Guerrero.
Lleva el nombre de José María Izazaga, hacendado e insurgente en la guerra de independencia de México.

### Historia
Durante el tiempo de la Independencia de México, el General Vicente Guerrero estableció en Coahuayutla la comandancia del ejército insurgente en marzo de 1818. Posteriormente, Iturbide la consideró dentro de la Capitanía General del Sur, a cuyo cargo estuvo el insurgente suriano. En 1824, al instaurarse la primera República Federal, se ubicó dentro de la municipalidad de Zacatula, del partido de Tecpan y el distrito de Acapulco, del estado de México. En 1850, a la creación del estado de Guerrero, queda en territorio municipal de La Unión. El 20 de diciembre de 1868 se constituyó como municipio con áreas de La Unión.

## Geografía

### Localización y extensión
El municipio de Coahuayutla de José María Izazaga se localiza al oeste-noroeste del estado de Guerrero en la región geoeconómica de Costa Grande; sus coordenadas geográficas son 19°59´ y 18°43´ de latitud norte y los meridianos 101°22´ y 101°58´ de longitud oeste. Posee una superficie total de 3,511.5 kilómetros cuadrados siendo el municipio más extenso del estado; con ello representa un 5.50% con relación a la superficie territorial total del estado. Colinda al norte con el estado de Michoacán, al sur con los municipios de Zihuatanejo de Azueta y La Unión de Isidoro Montes de Oca, al este con los municipios de Coyuca de Catalán y Zirándaro y al oeste con el estado de Michoacán.

### Orografía e hidrografía
La mayor parte del relieve del municipio es de tipo accidentado al cubrir un 75% de la superficie del mismo. En este tipo destacan elevaciones montañosas como el Cerro del gallo Minero, Amatepec, Zoyatepec, San Isidro, Cerro Verde, Bejuco, Palomitas, Cantón, Paracati, Yerba Buena, Picachos, Las Truchas y El Soyate. En su mayoría, las zonas montañosas del municipio se encuentra al oriente y sureste, en los límites con los municipios de Zirándaro y Coyuca de Catalán. Los relieves de tipo semiplano abarcan un 20% del territorio y los de tipo plano un 5%, situándose en zona centro y en las orillas del Río Balsas.
Coahuayutla se encuentra asentado en las regiones hidrológicas del Balsas y Costa Grande. En la primera, la parte norte y centro del municipio es bañada por la cuenca del Río Balsas-Infiernillo y en la de Costa Grande, una pequeña porción sur del territorio pertenece a la cuenca del Río Ixtapa y otros. Otros recursos hídricos de importancia son el río de San Antonio junto con arroyos de caudal permanente como Las Tamacuas, Santa Rita, Izcapa, Valle Nuevo, Nueva Cuadrilla, Coacoyula, Guadalupe y El Gallo. Respecto a su infraestructura hidrológica, cuenta con la presa Adolfo López Mateos ubicada en los límites de su territorio.

### Climatología
Su tipo de clima varía dependiendo la localización en el municipio, en las riveras del río Balsas (límites con el estado de Michoacán) se da el clima más extremoso del estado con ‘’Seco muy cálido y cálido’’. Al estar más alejadas de las orillas del Balsas, las partes norte y particularmente en el centro del territorio se da el ‘’Semiseco muy cálido y cálido’’. En la otra parte del municipio, en sus zonas sur y este, se da el clima de tipo ‘’Templado Subhúmedo con lluvias en verano’’ y hacia la zona noreste, pequeñas porciones de superficie registran un clima ‘’Semicálido subhúmedo con lluvias en verano’’. Respecto a su temperatura media anual, al ubicarse Coahuyutla en una de las zonas más extremosas del territorio estatal, se registran temperaturas que oscilan entre los 22° y los 28 °C, las zonas con temperaturas más altas se localizan en las porciones de territorio que se ubican a las riveras del río Balsas. Dentro de territorio municipal se da una gran variedad de climas, en sus zonas oeste y norte, las partes más extremosas del municipio, se registran precipitaciones de 600 mm, en las partes centro-norte y centro de 700 mm; hacia el suroeste, centro y noroeste se dan variaciones con 800 mm; en las partes sur y este se da un ascenso de 1000 mm; y hacia el este y sureste se registra más lluvia con 1200 mm. El periodo de actividad más recurrente de lluvias se da en los meses de julio, agosto y septiembre.

## Demografía

### Población
Según el II Conteo de Población y Vivienda efectuado por el Instituto Nacional de Estadística y Geografía (INEGI) en 2010, el municipio de Coahuayutla de José María Izazaga contaba hasta ese año con un total de 13 025 habitantes, de ellos, 6 632 eran hombres y 6 393 eran mujeres.

### Localidades
En el censo de 2020 el municipio de Coahuayutla de José María Izazaga contaba con 165 localidades.
| Código INEGI      | Localidad               | Población (2020) |
| ----------------- | ----------------------- | ---------------- |
| 120160001         | Coahuayutla de Guerrero | 1 482            |
| Otras localidades | Otras localidades       | 10 926           |
| Total municipal   | Total municipal         | 12 408           |

## Política y gobierno

### Administración municipal
El gobierno del municipio de Coahuayutla lo conforma un ayuntamiento que se encarga de la administración municipal, éste se compone de un presidente municipal, de un cabildo que a su vez es conformado por un síndico procurador, tres regidores de mayoría relativa y dos más por representación proporcional. Todos sus miembros son electos democráticamente mediante una planilla única para un periodo de tres años no renovables para el periodo inmediato por los pobladores que residen en el territorio municipal; las elecciones se celebran el primer domingo del mes de octubre y el ayuntamiento entra a ejercer su cargo el día 1 de enero del año de posterior a la elección. Actualmente el municipio es gobernado por el Partido de la Revolución Democrática tras haber ganado las elecciones estatales de 2008.

### Representación legislativa
Para la elección de los diputados locales al Congreso de Guerrero y de los diputados federales a la Cámara de Diputados de México, Coahuayutla de José María Izazaga se encuentra integrado en los siguientes distritos electorales:
Local:
- XII Distrito Electoral Local de Guerrero con cabecera en la ciudad de Zihuatanejo.[13]

Federal:
- III Distrito Electoral Federal de Guerrero con cabecera en la ciudad de Zihuatanejo.[14]

### Cronología de presidentes municipales
| Período   | Presidente municipal          |
| 1966-1968 | Elias Alvarado Roman          |
| 1969-1971 | Cristóbal Sierra López        |
| 1972-1974 | Rubén Chavez López            |
| 1975-1977 | Crisóforo Flores Torres       |
| 1978-1980 | Angel Torres Reyes            |
| 1981-1983 | Ma. Ladislao Vargas Mata      |
| 1984-1986 | Lucio Ramiro Solano Villicaña |
| 1987-1989 | Tarsicio Díaz Gómez           |
| 1990-1992 | Magdaleno Correa Rios         |
| 1993-1996 | Mario Sánchez Basurto         |
| 1996-1999 | Juan Correa Villanueva        |
| 1999-2002 | Audifaz Flores Valdez         |
| 2002-2005 | Omar Correa Cabrera           |
| 2005-2008 | José Correa Huerta            |
| 2009-2012 | Gilberto Dorantes Basurto     |
| 2013-2015 | Everardo Barron Rios          |
| 2015-2017 | Felipe Heredia Hernández      |
| 2018-2020 | Rafael Martínez Ramírez       |